# Al-Jahiz (cratère)
Pour l'encyclopédiste, voir Al-Jahiz.
Al-Jahiz est le nom d'un cratère d'impact présent sur la surface de Mercure, à 1,2°N et 21,5°O. Son diamètre est de 91 km. Le cratère fut nommé par l'Union astronomique internationale en hommage à l'écrivain arabe du IXe siècle, Al-Jāhiz.

## Compléments